# Hermann Gabler
Hermann Gabler (* 24. Juni 1913 in Chemnitz; † 15. Juni 1997 ebenda) war ein deutscher Maler und Grafiker.

## Leben und Werk
Gabler studierte von 1933 bis 1935 an der Fachschule für Textilindustrie in Chemnitz. Danach arbeitete er in Chemnitz als Musterzeichner. Von 1938 bis 1939 studierte er bei Ernst Richard Dietze und Ferdinand Dorsch an der Akademie der bildenden Künste Dresden (AdK). 
Er wurde obligatorisch Mitglied der Reichskammer der bildenden Künste. Es ist jedoch lediglich 1943 seine Teilnahme an der vom Sächsischen Kunstverein ausgerichteten Kunstausstellung Gau Sachsen in Dresden bekannt. Von 1939 bis 1949 war er, 1942 wohl unterbrochen durch ein weiteres Studium an der AdK, im Kriegsdienst und in Gefangenschaft.
Danach arbeitete er bis 1961 in Chemnitz bzw. Karl-Marx-Stadt als Berufsschullehrer für Kunsterziehung. 1951 wurde er Mitglied des Verbands Bildender Künstler der DDR. Als Anhänger des „Bitterfelder Wegs“ war er u. a. ab 1963 als Gründer Leiter des städtischen Förderzirkels für Malerei und Grafik, des späteren Mal- und Grafikzirkels „Roter Turm“, einer der ersten derartigen Arbeitsgemeinschaften in der DDR.
Von 1961 bis 1966 war Gabler Leiter der Kultur-Akademie Karl-Marx-Stadt, von 1966 bis 1972 Sektorenleiter im Bezirks-Kabinett für Kulturarbeit und von 1967 bis 1975 Leiter der Abend-Akademie der Hochschule für Bildende Künste Dresden.
Von 1975 bis 1989 arbeitete Gabler in Chemnitz als freiberuflicher Maler und Grafiker. Er hinterließ über 2000 Bilder, die sein Sohn Stephan Gabler betreut.

## Ehrungen
- 1971 Staatspreis der DDR für künstlerisches Volksschaffen 1. Klasse

- 1978 Vaterländischer Verdienstorden in Bronze

- 1978 Johannes-R.-Becher-Medaille in Gold

- dreimal Kunstpreis des Bezirks Karl-Marx-Stadt

## Ausstellungen (unvollständig)

### Einzelausstellungen
- 1965: Zwickau, Städtisches Museum („Hermann Gabler. Malerei, Graphik“)
- 2020: Auerswalde, Dorfgalerie („Landschaft mit Herz und Seele“)

### Ausstellungsbeteiligungen
- 1963: Karl-Marx-Stadt, Museum am Theaterplatz („10 Jahre Architektur, bildende Kunst und bildnerisches Volksschaffen in Karl-Marx-Stadt“)[2]

- 1974, 1979 und 1984: Karl-Marx-Stadt, Bezirkskunstausstellungen

- 1984: Karl-Marx-Stadt: („Retrospektive Karl-Marx-Stadt“)

- 1989: Berlin, Akademie-Galerie im Marstall („Bauleute und ihre Werke. Widerspiegelungen in der bildenden Kunst der DDR“)